# 288 до н. е.

## Події
- кінець влади Клеарха II в Гераклеї Понтійській.

## Народились
- Нумерій Фабій Бутеон — політичний та військовий діяч Римської республіки, учасник Першої Пунічної війни, консул 247 року до н. е.